# Torkild Brakstad
Torkild Brakstad (Molde, 1945. szeptember 20. – Molde, 2021. május 14.) válogatott norvég labdarúgó, hátvéd, edző.

## Pályafutása

### Klubcsapatban
1963 és 1978 között Molde labdarúgója volt. 1974 és 1978 között szerepelt a csapattal a norvég élvonalban és 108 mérkőzésen 12 gólt ért el.

### A válogatottban
19774-ben három alkalommal szerepelt a norvég válogatottban.

### Edzőként
Négy alkalommal is a Molde vezetőedzője volt (1969–1974, 1976, 1978, 1986). 1983–84-ben a Tromsø IL, 1986-ban a Rosenborg szakmai munkáját irányította.